# Yoshiko Yamamoto
Yoshiko Yamamoto (山本 佳子, Yamamoto Yoshiko; Kobe, 6 juni 1970) is een voormalige Japanse langeafstandsloopster, die gespecialiseerd was in de marathon. Ze schreef enkele grote internationale marathons op haar naam.

## Loopbaan
In 1989 werd Yamamoto negende op de marathon van Osaka in 2:38.10. Een jaar later won ze de marathon van Parijs in 2:35.11. In 1992 werd ze tweede op de Boston Marathon in een persoonlijk record van 2:26.26.
In Nederland geniet ze met name bekendheid vanwege haar overwinning op de marathon van Amsterdam in 1993. Ze finishte in een parcoursrecord van 2:29.12. Dit record werd pas in 1998 fors verbeterd tot 2:22.23 door de Ierse Catherina McKiernan.

## Persoonlijke records
| Onderdeel      | Prestatie | Datum         | Plaats  |
| -------------- | --------- | ------------- | ------- |
| 10.000 m       | 32.51,78  | 12 mei 1991   | Mito    |
| halve marathon | 1:11.50   | 18 juli 1993  | Sapporo |
| marathon       | 2:26.26   | 20 april 1992 | Boston  |

## Palmares

### 10.000 m
- 1989: 4e Hyogo Relays in Kobe - 33.17,95
- 1989: 4e Hyogo Relays in Kobe - 33.17,95
- 1989: 4e Tokyo International Super Meet in Tokio - 32.54,22
- 1989: 5e Japanese National Games in Sapporo - 33.21,48
- 1991:  Mito International Meeting - 32.51,78

### 5 km
- 1996: 5e Lady Foot Locker in Denver - 17.29

### 10 km
- 1995:  Ome - 33.08

### 20 km
- 1993: 5e Miyazaki Women's Road Race - 1:06.30
- 1993:  Kobe Women's - 1:09.26

### halve marathon
- 1993: 4e halve marathon van Sapporo - 1:11.50
- 1993:  halve marathon van Okayama - 1:12.39
- 1994: 5e halve marathon van Sapporo - 1:15.24
- 1997:  halve marathon van Inuyama - 1:14.22

### marathon
- 1989: 9e marathon van Osaka - 2:38.10
- 1990: 43e marathon van Osaka - 2:52.15
- 1990:  marathon van Parijs - 2:35.11
- 1991: 4e marathon van Sapporo - 2:36.22
- 1992: 4e marathon van Osaka - 2:27.58
- 1992:  marathon van Boston - 2:26.26
- 1992:  marathon van New York - 2:29.58
- 1993:  marathon van Osaka - 2:29.41
- 1993:  marathon van Amsterdam - 2:29.12
- 1995: 6e Boston Marathon - 2:31.39
- 1996: 7e marathon van Honolulu - 2:47.22
- 1997: 61e marathon van Nagoya - 3:01.30
- 1997: 22e marathon van Boston - 2:45.33
- 1997: 5e marathon van Chicago - 2:33.55
- 1997: 24e marathon van Tokio - 2:43.29
- 1998: 29e marathon van Osaka - 2:43.57
- 1998:  marathon van Kaanapali - 2:56.49